# Jean Van Den Bosch (Radsportler)
Jean Van Den Bosch (* 5. August 1898 in Brüssel; † 1. Juli 1985 in Sint-Jans-Molenbeek) war ein belgischer Radrennfahrer und nationaler Meister im Radsport.

## Sportliche Laufbahn
Er war Teilnehmer der Olympischen Sommerspiele 1924 in Paris. Im olympischen Einzelzeitfahren in Paris wurde er beim Sieg von Armand Blanchonnet als 10. klassiert. Mit dem belgischen Team gewann er die Silbermedaille in der Mannschaftswertung. Mit dem belgischen Bahnvierer gewann er auch noch die Bronzemedaille in der Mannschaftsverfolgung mit Henri Hoevenaers, Fernand Saivé und Léonard Daghelinckx.
1922 gewann er die belgische Meisterschaft im Sprint der Amateure.